# Tell Me Why
«Tell Me Why» (с англ. — «Скажи мне, почему») — песня английской рок-группы «The Beatles», написанная Джоном Ленноном. «Битлз» записали её 27 февраля 1964 года. Всего во время записи было сделано 8 дублей. Во время той же сессии были записаны «And I Love Her» и «If I Fell». Название песни было использовано Тимом Рили для написания книги о песнях «Битлз».

## История
Согласно различным источникам, песня была написана Джоном Ленноном либо в Париже, либо в Нью-Йорке. Леннон отмечал, что композиция написана в духе песен чёрных женских нью-йоркских групп. Структура песни выполнена в простом стиле ду-воп. Также, по словам музыканта, песня Tell Me Why была написана в последнюю минуту перед тем, как был записан финальный трек на альбоме — A Hard Day’s Night перед запланированным выступлением группы на «Шоу Эда Салливана». Базовая структура песни состоит из простых doo-wop изменений аккорда и гармоний блока по гуляющей басовой партии «создаёт иллюзию искренности через её явное нападение».
Пол Маккартни о песне: 

«Я думаю, что многие из таких песен (Леннона), как „Tell Me Why“ выражали те чувства, которые испытывал Джон в реальности. Это могло быть связано с его проблемами с Синтией (женой Джона)».

«Tell Me Why» прозвучала в дебютном фильме «The Beatles» — «Вечер трудного дня». В фильме она появляется в эпизоде, когда группа выступает в «Театре Скала», в Лондоне, 31 марта 1964 года. Лид-вокал Леннона в фильме отличается от моно или от студийной стерео-версии. Несмотря на то, что Джон осуществляет ведущий вокал в песне, к нему присоединяются вокал Пола и Джорджа.

## Состав
- Джон Леннон — вокал, акустическая ритм-гитара
- Пол Маккартни — бэк-вокал, бас-гитара
- Джордж Харрисон — бэк-вокал, соло-гитара
- Ринго Старр — барабаны

## Альбомы, в которые вошла песня
- Британский LP-альбом — A Hard Day’s Night.
- Британский EP-альбом — Extracts from the Film A Hard Day's Night.
- Американский LP-альбом — A Hard Day’s Night.
- Американский LP-альбом — Something New.

## Кавер-версии
- Версия 1965 года группы Beach Boys «Tell Me Why», вошедшую в альбом Beach Boys' Party!.
- Версия 1982 года группы April Wine записали кавер-версию песни для своего альбома Power Play.
- Версия 2002 года группы The Punkles для своего второго альбома — Punk!.